# Markus Öhrn
Markus Öhrn (* 1972 in Råneå) ist ein schwedischer Videokünstler und Theaterregisseur.

## Leben
Markus Öhrn wuchs in Råneå und Niskanpää in der schwedisch-finnischen Grenzregion Tornedalen auf. Er absolvierte seine künstlerische Ausbildung an der Konstfack in Stockholm und schloss 2008 sein Studium ab. Zehn Jahre lang arbeitete er mit Berliner Theatern zusammen, hauptsächlich mit Theaterproduktionen in verschiedenen europäischen Ländern. Unter anderem arbeitete er für die Theatergruppe Institutet in Malmö.
Seine erste Theaterregiearbeit war Conte d'Amour, die im Mai 2010 in Berlin uraufgeführt wurde. Sie wurde in Zusammenarbeit zwischen dem Institut, dem finnischen Nya Rampen & Institutet und dem Ballhaus Ost in Berlin inszeniert. Die Handlung basiert lose auf dem Fall Josef Fritzl. Es wurde beim Impulse Theaterfestival 2011 als bestes Off-Theater-Stück ausgezeichnet.
Seit 2018 ist Öhrn künstlerischer Leiter der Theatergruppe Institutet, die 2018/2019 von Malmö nach Vitsaniemi in der Gemeinde Övertorneå übersiedelte.